# NGC 3520
NGC 3520 ist eine elliptische Galaxie vom Hubble-Typ E1/P im Sternbild Becher. Sie ist schätzungsweise 926 Millionen Lichtjahre von der Milchstraße entfernt. In optischer Nähe befindet sich ein Asterismus, bestehend aus 4 bis 5 Sternen, die etwa 4000 Lichtjahre von der Erde entfernt ist.
Das Objekt wurde im Jahre 1886 von dem Astronomen Francis Leavenworth entdeckt.